# ادوارد ماتوینکو
ادوارد ماتوینکو (اوکراینی: Едуард Валерійович Матвєєнко؛ زادهٔ ۱۸ ژانویهٔ ۱۹۹۸) بازیکن فوتبال اهل اوکراین است.
وی همچنین در تیم‌های ملی فوتبال Ukraine national under-17 football team, Ukraine national under-19 football team، و Ukraine national student football team بازی کرده‌است.